# Gerhard Sagerer
Gerhard Sagerer (* 26. Mai 1956 in Ludwigshafen am Rhein) ist ein deutscher Informatiker, ehemaliger Rektor der Universität Bielefeld und seit 1. Oktober 2015 Vorsitzender der Landesrektorenkonferenz des Landes Nordrhein-Westfalen (LRK NRW).

## Leben
Sagerer studierte Informatik an der Universität Erlangen-Nürnberg und promovierte 1985 im Bereich wissensbasierte Bildverarbeitung. Er  wurde 1990 an die Universität Bielefeld berufen und lehrte seitdem Angewandte Informatik. Zwischen 1991 und 1993 war er Mitglied im akademischen Senat, später Dekan der Technischen Fakultät. Außerdem war Sagerer von 2001 bis 2007 Prorektor für Studium und Lehre an der Universität Bielefeld. 2009 wurde er zum Rektor der Universität ernannt und trat damit die Nachfolge von Dieter Timmermann an. 2023 ging er in den Ruhestand und auf ihn folgte die erste Rektorin der Universität, Angelika Epple.

## Wirken
Gerhard Sagerer forscht im Bereich des Bild- und Sprachverständnisses einschließlich der Techniken der künstlichen Intelligenz. Er trug dazu bei, dass das Forschungsinstitut für Kognition und Robotik (CoR-Lab) und der Exzellenzcluster „Cognitive Interaction Technology“ (CITEC) eingerichtet wurden und ist Direktor bzw. stellvertretender Sprecher dieser Einrichtungen.